# À quoi ça sert l'amour
À quoi ça sert l'amour è una canzone di Michel Emer (parole e musica), interpretata da Édith Piaf per la prima volta nel 1962 assieme al marito Théo Sarapo.